# Primula conspersa
Primula conspersa là một loài thực vật có hoa trong họ Anh thảo. Loài này được Balf. f. & Purdom miêu tả khoa học đầu tiên năm 1915.